# Fiat CANSA FC.20
Le Fiat CANSA FC.20 est un projet d'avion militaire de la Seconde Guerre mondiale, conçu en Italie par Fiat / CANSA.